# 평원파
평원파(프랑스어: La Plaine)는 프랑스 혁명 당시 정파 중 자코뱅 클럽 내에서 온건파인 지롱드파와 급진 좌파인 산악파의 중간에 위치해 있었다.  소택파(프랑스어: Le Marais 르 마레[*])라고도 한다.
1. ↑  Chris Cook; John Paxton (1975). 《European Political Facts 1789–1848》. Palgrave Macmillan.